# Sociedad dual
Se llama sociedad dual a aquella sociedad nacional en la que coexisten dos mundos en uno. Ambos tienen un gobierno, un territorio y una bandera comunes aunque sus necesidades, modo de vida, inquietudes y educación son muy distintos.
Esto ocurre muy a menudo en Latinoamérica donde las clases sociales están muy diferenciadas, lo cual ocasiona grandes conflictos incluso entre distintos barrios de una misma ciudad. La sociedad dual se da por la diferencia entre ricos y pobres y aunque esto siempre ha existido, la globalización lo ha acentuado.